# Podaliri
Podaliri (en grec antic Ποδαλείριος, Podaleirios), va ser un heroi grec, fill del déu metge Asclepi i de Lampècia, o d'Epíone, segons altres genealogies.
Ell i el seu germà Macàon figuren com a pretendents d'Helena i, per tant, van participar en la guerra de Troia. Tots dos eren molt hàbils en l'art de sanar, i van participar, a més de com a guerrers, com a metges del bàndol grec. Mentre Macàon era un hàbil cirurgià, Podaliri era principalment metge. Se li atribueixen un gran nombre de guariments. A més va curar Acamant i Epeu, que s'havien ferit greument en el combat de boxa celebrat en els Jocs fúnebres en honor d'Aquil·les, i també va guarir Filoctetes, cosa que s'atribueix de vegades, segons les fonts, al seu germà Macàon.
Podaliri va sobreviure al seu germà, a qui va venjar. Va marxar de Troia, un cop conquerida, amb Calcant, Amfíloc, Leonteu i Polipetes. Va arribar a Colofó per camins terrestres. Quan va haver mort Calcant, marxà a Grècia i consultà l'oracle de Delfos per saber on s'havia d'establir, i aquest li aconsellà que anés a un lloc on no hagués de témer res si el cel li queia al damunt. Llavors s'adreçà a Cària, país molt muntanyós de l'oest d'Anatòlia, i s'hi va establir. La seva arribada a Cària s'explicava així: va ser llançat per una tempesta a les costes de Cària i Podaliri va ser salvat per un pastor de cabres que el va conduir davant del rei del país, Damet. La filla del rei, Sirne, havia caigut de dalt de la teulada, i el rei acceptà amb gratitud l'oferiment de Podaliri de sanar-la. Podaliri ho va fer, i la jove es va casar amb ell. Damet li va donar com a regal una península cària, on va fundar la ciutat de Sirnos, en honor de la seva dona. Un dels seus fills va ser el metge Hipòloc.